# Liste der Bodendenkmäler in Düsseldorf
Die Liste der Bodendenkmäler nennt 30 eingetragene Bodendenkmäler auf dem Gebiet der Stadt Düsseldorf (Stand 2020).

## Liste
| Denkmalbezeichnung                                  | Stadtteil    | Baujahr                         | Unterkategorie                    | Eingetragen        |
| --------------------------------------------------- | ------------ | ------------------------------- | --------------------------------- | ------------------ |
| Aaper Höhenweg                                      | Rath         | 1874 bis 1910                   | Wallanlagen, Grabenanlagen        | 30. Juli 2008      |
| Alte Landstr., Zeppenheimer Weg, Menhir             | Kaiserswerth | 2000 bis 1500 v.Chr             | Steinsetzung                      | 22. November 1985  |
| Am Dickenbusch                                      | Angermund    | ca. 700 v. Chr. bis 450 v. Chr. | Vorgeschichtliche Siedlungsplätze | 13. Oktober 2005   |
| Am Großen Dern, Derner Hof                          | Gerresheim   | mittelalterlich                 | Neuzeitliche Siedlungsplätze      | 9. November 1991   |
| Am Rittergut 1, Hof Kaldenberg                      | Wittlaer     | 16. bis 18. Jh.                 | Neuzeitliche Siedlungsplätze      | 10. September 2003 |
| An der Garather Motte, Motte                        | Garath       | mittelalterlich                 | Motte                             | 17. Dezember 1984  |
| Andreasstraße 4, 6, 8, Mühlenstr. 29–31             |              | ca. 1619 bis 1900               | Bodendenkmäler sakrale Ursprungs  | 3. Februar 2009    |
| Barbarossawall 11–23                                | Kaiserswerth |                                 | Ehemalige Stadtbefestigung        | 30. Dezember 1998  |
| Bauenhäuser Weg bei 100, Wolfsaap, Hauptburgwüstung | Rath         | mittelalterlich                 | Mittelalterliche Siedlungsplätze  | 21. Oktober 1987   |
| Bauenhäuser Weg – Tönnesaap, Grabhügelfeld          | Rath         | ca. 2000 v. Chr.                | Grabfelder                        | 14. Juli 1999      |
| Benrather Schloßallee, Schlosspark Benrath          | Benrath      | 17. Jh.                         | Neuzeitliche Siedlungsplätze      | 22. Mai 2001       |
| Burgplatz                                           | Altstadt     | mittelalterlich                 | Mittelalterliche Siedlungsplätze  | 10. Mai 1995       |
| Ernst-Poensgen-Allee, Jan-Wellem-Quelle             | Ludenberg    | 18. Jh. und 19. Jh.             | Neuzeitliche Siedlungsplätze      | 18. Mai 1999       |
| Gerricusstraße 11, unter Stiftsgebäude              | Gerresheim   | 13. bis 14. Jh.                 | Mittelalterliche Siedlungsplätze  | 15. Dezember 1988  |
| Graf-Engelbert-Str. 72, Wallanlage, Burg, Kellnerei | Angermund    | Ende 12. Jh.                    | Wallanlagen, Grabenanlagen        | 21. September 1999 |
| Heidelberger Str. 28–42, Schloss Eller              | Eller        | ca. 1273                        | Mittelalterliche Siedlungsplätze  | 20. November 2006  |
| Hofgartenstraße, Teilbereich Kö-Bogen               | Stadtmitte   |                                 | Ehemalige Stadtbefestigung        | 4. August 2008     |
| Hohlweg im Taubenberg                               | Gerresheim   | Mittelalter                     | Hohlwege, Hist. Wegebeziehungen   | 1. Juni 2016       |
| Kieshecker Weg – Motte                              | Unterrath    | mittelalterlich                 | Motte                             | 14. Juli 1999      |
| Lambertusstr., Stiftsplatz                          | Altstadt     | 12. Jh.                         | Bodendenkmal sakralen Ursprungs   | 22. Januar 1999    |
| Maximilian-Weyhe-Allee, Hofgarten                   | Stadtmitte   |                                 | Wallanlagen, Grabenanlagen        | 30. Dezember 1998  |
| Schulstr., Dammstr. – Alte Zitadelle, Alter Hafen   | Carlstadt    | 16. Jh.                         | Ehemalige Stadtbefestigung        | 4. Februar 1986    |
| Schwarzer Weg, Schwarze Kapelle                     | Garath       | ca. 1677                        | Bodendenkmal sakralen Ursprungs   | 30. September 2004 |
| Schäpershof, Hohlweg                                | Hubbelrath   | mittelalterlich                 | Hohlwege, Hist. Wegebeziehungen   | 6. November 1992   |
| Serpentine                                          | Ludenberg    | 1688 bis 1775                   | Bodendenkmäler sakralen Ursprungs | 30. Juli 2008      |
| Stiftsplatz                                         | Altstadt     | 12. Jh.                         | Bodendenkmäler sakralen Ursprungs | 22. Januar 1999    |
| Verloher Kirchweg bei 101; Groß Winkelhausen        | Angermund    | mittelalterlich                 | Mittelalterliche Siedlungsplätze  | 10. April 1997     |
| Verloher Kirchweg – Ölmühle                         | Wittlaer     | ca. 1450                        | Mittelalterliche Siedlungsplätze  | 7. April 2010      |